# خون مشکل‌دار (رمان)
خون مشکل‌دار یا خون خراب (به انگلیسی: Troubled Blood) پنجمین رمان جنایی از مجموعه کورمورن استرایک است که توسط جی کی رولینگ با نام مستعار رابرت گالبرایت نوشته و در ۱۵ سپتامبر ۲۰۲۰ منتشر شده‌است.

## داستان
خون مشکل‌دار (نام کتاب اشاره به ژنتیک قاتلان سریالی) از اوت ۲۰۱۳ آغاز می‌شود و در سی‌امین سالگرد تولد رابین در ۹ اکتبر ۲۰۱۴ پایان می‌یابد. داستان از آنجا آغاز می‌شود که استرایک برای دیدار از زن‌دایی در حال مرگ خود، جوآن به کورن‌وال می‌رود، زنی میانسال به سراغ استرایک می‌رود و می‌خواهد موسسه کارآگاهی او را استخدام کند تا در مورد ناپدید شدن مادرش، مارگو بامبورو، پزشک عمومی که ۴۰ سال قبل، در ۱۱ اکتبر ۱۹۷۴ در لندن ناپدید شده، تحقیق کند. استرایک و رابین که شریک هستند کار خود را گسترش داده و اکنون سه بازرس خصوصی و یک مدیر دفتر را استخدام کرده‌اند.
دختر (آنا) و همسرش برای یافتن اطلاعات با شرکت قرارداد یک‌ساله می‌بندند، مظنون اصلی پلیس در ناپدید شدن مارگو قاتل سریالی به نام دنیس کرید بود که در حال حاضر زندانی است. پرونده پلیس و بخصوص یادداشت‌های تالبوت، کارآگاه اول پرونده آشفته و پر از نمودارهای طالع‌بینی است. یافتن شاهدان و متهمان (یا فرزندان آنها) و مصاحبه‌ها چندین ماه طول می‌کشد زیرا موسسه کارآگاهی سه چهار پرونده دیگر نیز در دست دارد.
در طول این سال، زن‌دایی استرایک از سرطان می‌میرد، متیو با طلاق رابین موافقت می‌کند زیرا سارا شدلاک، دوست دخترش باردار شده‌است، شارلوت اقدام به خودکشی می‌کند و با استریک تماس می‌گیرد تا از او خداحافظی کند - اگرچه واکنش به‌موقع و سریع استرایک او را از مرگ نجات می‌دهد، استرایک به کوشش‌های متعدد برای آشتی با پدرش پاسخ منفی می‌دهد. برنامه سنگین کاری همراه با عدم ارتباط باعث بحث بین استرایک و رابین و اخراج یکی از بازرسان قراردادی به دلیل رفتار نامناسب و آزارگرانه با رابین می‌شود.
در آگوست ۲۰۱۴، اگرچه شرکت هنوز در تلاش برای یافتن سرنخ است، مشتری و همسرش دو هفته پیش از تاریخ پایان قرارداد به آن خاتمه می‌دهند. با این وجود، استرایک و رابین به تحقیقات خود و مصاحبه با شاهدان و متهمان ادامه می‌دهند و در نهایت قاتل و محل جسد مارگو را شناسایی می‌کنند و از جنایات دیگری نیز پرده برمی‌دارند. داستان با جشن تولد سی سالگی رابین و هدیه شخصی خریداری شده توسط استرایک و اندیشه مبهم او درباره تقاضای ازدواج پایان می‌یابد.
این کتاب توسط ویدا اسلامیه به فارسی ترجمه و در زمستان ۱۴۰۰ توسط انتشارات کتابسرای تندیس در دو جلد منتشر شد.

## شخصیت‌ها

### اصلی
- کورمورن استرایک - یک کارآگاه خصوصی است. او کمی مشهور است، بخشی از آن به خاطر پدرش است که ستاره راک بوده و بخش دیگرش برای پرونده‌های قتل‌های مهمی است که حل نموده. ضمناً او یک جانباز جنگ است.
- رابین الاکوت - شریک تجاری استرایک، آموزش دیده در تحقیقات جنایی. او بازمانده یک تجاوز جنسی و اقدام به قتل است.
- مارگو بامبورو - پزشک عمومی با عقاید فمینیستی که در سال ۱۹۷۴ ناپدید شده‌است.
- آنا فیپز - دختر مارگو بامبورو و روی فیپز.

### مظنونین
- دنیس کرید - قاتل زنجیره‌ای هفت زن، اکنون در بیمارستان روانی برودمور است.
- لوکا ریچی - یک گانگستر شرور لندنی.
- نیکو «مکی» ریچی - پدر لوکا، همچنین یک گانگستر، اکنون در یک خانه سالمندان است.
- روی فیپز - شوهر مارگو در سال ۱۹۷۴، متخصص خون، که پس از ناپدید شدن مارگو با پرستار بچه آنا ازدواج کرد.
- پل سچول - عکاس و نقاشی که دوست پسر سابق مارگو بوده.
- جوزف برنر - یک پزشک مسن که شریک کلینیک سنت جان و همکار مارگو بوده.
- جنیس بیتی - پرستار کلینیک سنت جان و همکار مارگو.
- ایرین بول - مسئول پذیرش کلینیک مارگو.
- گلوریا کنتی - مسئول پذیرش کلینیک مارگو.
- استیو دوث وایت - یکی از بیماران مارگو.
- سینتیا فیپز - پرستار بچه سابق آنا که با روی ازدواج کرده‌است (نامادری آنا).

### دیگر
- متیو کانلیف - شوهر رابین، که در طول رمان از او جدا می‌شود.
- شارلوت کمبل راس - دوست دختر سابق استرایک که در حال حاضر متأهل و مادر دوقلوهاست.
- لوسی استرایک - خواهر کوچکتر و ناتنی از مادر کورمورن استرایک.
- پسران لوسی - لوک، جک و آدام.
- تد نانکارو - برادر لیدا استرایک؛ دایی کورمورن و لوسی.
- جوآن نانکارو - همسر تد؛ زن‌دایی کورمورن و لوسی.
- دیو چوم - قدیمی‌ترین دوست استرایک، که در نزدیکی تد و جوان در کورن وال زندگی می‌کند.
- ال روکبی - برادر ناتنی کوچکتر از طرف پدری کورمورن استرایک.
- جانی روکبی - پدر کورمورن استرایک، نوازنده معروف و رهبر یک گروه موسیقی.
- بیل تالبوت - بازرس فقید پلیس که تحقیقات در مورد مرگ مارگوت را قبل از فروپاشی روانی هدایت کرده بود.
- نیک هربرت - یکی از دوستان قدیمی استرایک در مدرسه لندن که اکنون متخصص گوارش است.
- السا هربرت - همکلاسی قدیمی استرایک و پولورث که اکنون وکیل است و با نیک ازدواج کرده‌است.
- ماکس پریستوود - یک بازیگر همجنسگرا و صاحبخانه کنونی رابین.
- پت چونسی - مدیر دفتر آژانس.
- سام بارکلی - بازرس خصوصی قراردادی.
- ساول موریس - بازرس خصوصی قراردادی.
- کیم سالیوان - روانشناس، همسر آنا (ازدواج همجنس‌خواهانه)
- اووناگ کندی - دوست دیرینه مارگو که قرار بود روز ناپدید شدنش با او ملاقات کند.

## برداشت حقیقی
رولینگ پس از انتشار رمان، هدف اصلی آن را «تغییر، از دست دادن و نبودن» و این کتاب «تغییر چهره فمینیسم» دانست. وی همچنین اظهار داشت که شخصیت دنیس کرید برداشتی آزاد از قاتلان واقعی جری برودوس و راسل ویلیامز بوده‌است.

## فروش
این رمان در هفته اول ۶۳٫۶۳۳ نسخه فروخت و پرفروش‌ترین کتاب در انگلیس بود. این بزرگترین هفته فروش برای هر عنوان گالبرایت بود و تقریباً دو برابر هفته آغازین سفید کشنده بود. در هفته دوم نیز با فروش ۲۵۴۳۰ نسخه دیگر، رتبه نخست را حفظ کرد.

## نقدها
روزنامه دیلی تلگراف، با چاپ نقد جیک کریج از پیشرفت شخصیت رمان و خواندن دلپذیر آن تعریف کرد، در حالی که آن را بی‌دلیل طولانی و هیجان انگیزتر از کتابهای قبلی این مجموعه دانست. کلار کلارک، که برای گاردین می‌نوشت، با تأکید بر اینکه این رمان بیش از حد طولانی است و «دنبال کردن آن سخت است»، با اشاره به طرح آن پر از «تنش عاطفی جوشان» و «لذت فوق‌العاده»، رمان را مثبت ارزیابی کرد. جوآن اسمیت در روزنامه ساندی تایمز گفت: "داستان با انفجار احساسات آمیخته‌است … ". تام نولان، از وال استریت ژورنال، آن را "یک سرگرمی عالی از صفحه اول تا آخر" قلمداد کرد. کلی لولر، در USA Today، نوشت در مقایسه با کتاب‌های قبلی این مجموعه، این رمان را «ثقیل» و «حجیم» خواند. استیون کینگ از این رمان تمجید کرد و رولینگ را «یک داستان سراسر فوق‌العاده و با شامل استعداد درخشان» خواند.
برخی از رسانه‌ها با در نظر گرفتن شیوه جنایت کار مرد که از لباس زنانه برای کشتن زنان استفاده می‌کند، عنوان تراجنسیت‌هراسی، داده‌اند.
لورا بردلی، در دیلی بیست، به "ساختار مخرب و ضد ترنس " در رمان اشاره کرد و گفت نتیجه کتاب این است که: هرگز به مرد زنانه پوش اعتماد نکنید".
نیک کوهن، که برای The Spectator می‌نوشت، استدلال کرد که تراجنسیت‌هراسی بی اساس و افترا است، خاطرنشان کرد که از دنیس کرید به همراه ده مظنون دیگر تحقیق می‌شود. وی همچنین اظهار داشت که این کتاب درگیر سیاست فضاهای فقط زنان و دسترسی به درمان‌های تغییر جنسیت نیست. آلیسون فلود، که برای روزنامه گاردین می‌نوشت ، نظرات مشابهی را ابراز داشت و معتقد بود افرادی که کتاب را نخوانده‌اند، بر اساس یک بررسی واحد، فرضیات غلطی ارائه می‌دهند.